# Desa Panggisari
Desa Panggisari är en administrativ by i Indonesien.   Den ligger i provinsen Jawa Tengah, i den västra delen av landet, 300 km öster om huvudstaden Jakarta.
Tropiskt regnskogsklimat råder i trakten. Årsmedeltemperaturen i trakten är 23 °C. Den varmaste månaden är oktober, då medeltemperaturen är 24 °C, och den kallaste är juni, med 22 °C. Genomsnittlig årsnederbörd är 3 277 millimeter. Den regnigaste månaden är januari, med i genomsnitt 566 mm nederbörd, och den torraste är september, med 16 mm nederbörd.